# Parc d'État de Dead Horse Point
Le parc d'État de Dead Horse Point (en anglais, Dead Horse Point State Park) est un parc d'État américain situé au sud de l'Utah et adjacent au parc national des Canyonlands . Il est traversé par la rivière Colorado.

## Description
Ce petit parc (21 km2) présente des décors magnifiques. La vue sur le Colorado du haut de ses belvédères est spectaculaire et digne des plus beaux parcs nationaux. Le nom de Dead Horse Point a été donné au site en raison de son utilisation au XIXe siècle comme corral par les cow-boys qui y parquaient leurs chevaux, la mesa donnant sur des falaises abruptes infranchissables .

## Faune
Les plantes et les animaux de Dead Horse Point se sont adaptés à une terre où l’eau est rare, la végétation très maigre et où les températures sont extrêmes. On y trouve des cerfs-mulets, des coyotes et des tamias.

## Apparitions au cinéma et a la télévision
Le parc apparaît dans plusieurs films, à commencer par le road movie Thelma et Louise. En 1991, certains passages se déroulant dans le Grand Canyon y sont tournés, notamment la scène finale, qui contribue grandement à la notoriété des lieux.
Une scène du film Mission impossible 2 y est tournée en 1999 et une autre du film Joe La Crasse en 2002.
En 2012, le film de science fiction John Carter, adapté d'une nouvelle d'Edgar Rice Burroughs, y est tourné ; les décors naturels du parc sont numérisés, retouchés et multipliés à la palette graphique afin de représenter la planète Mars.
De nombreuses scènes en extérieur de la série Westworld y sont également tournées depuis 2015.

## Galerie

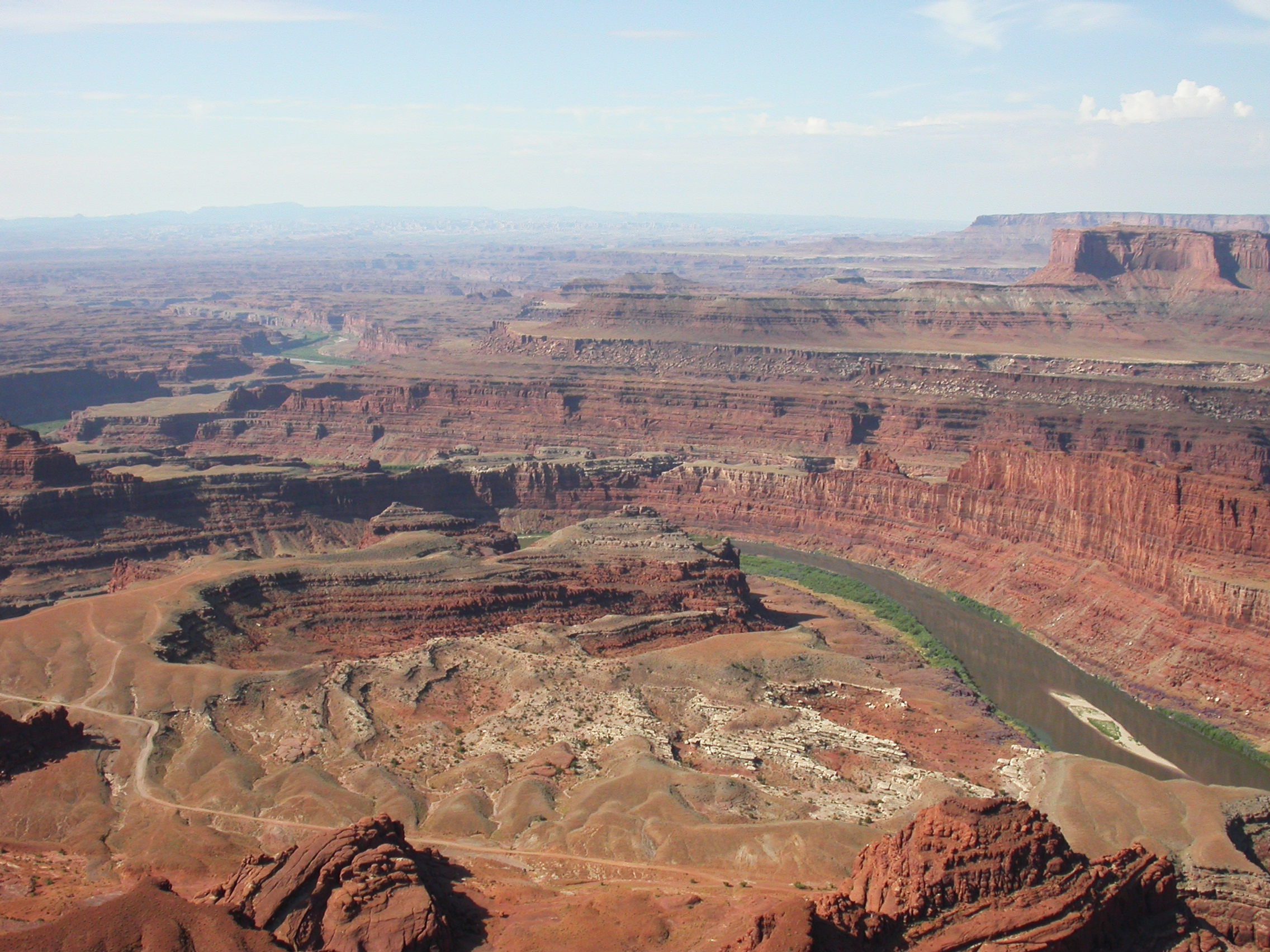
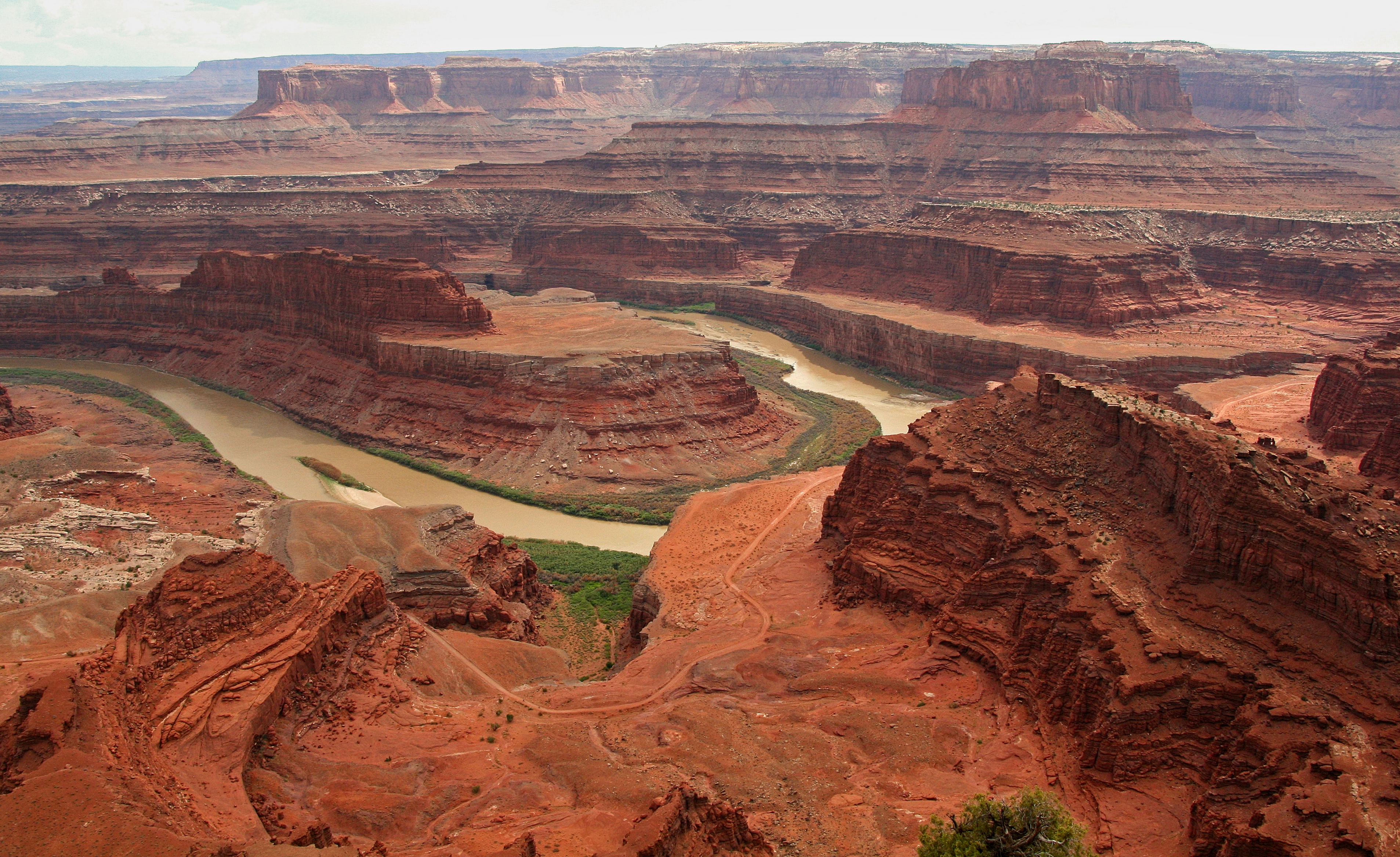
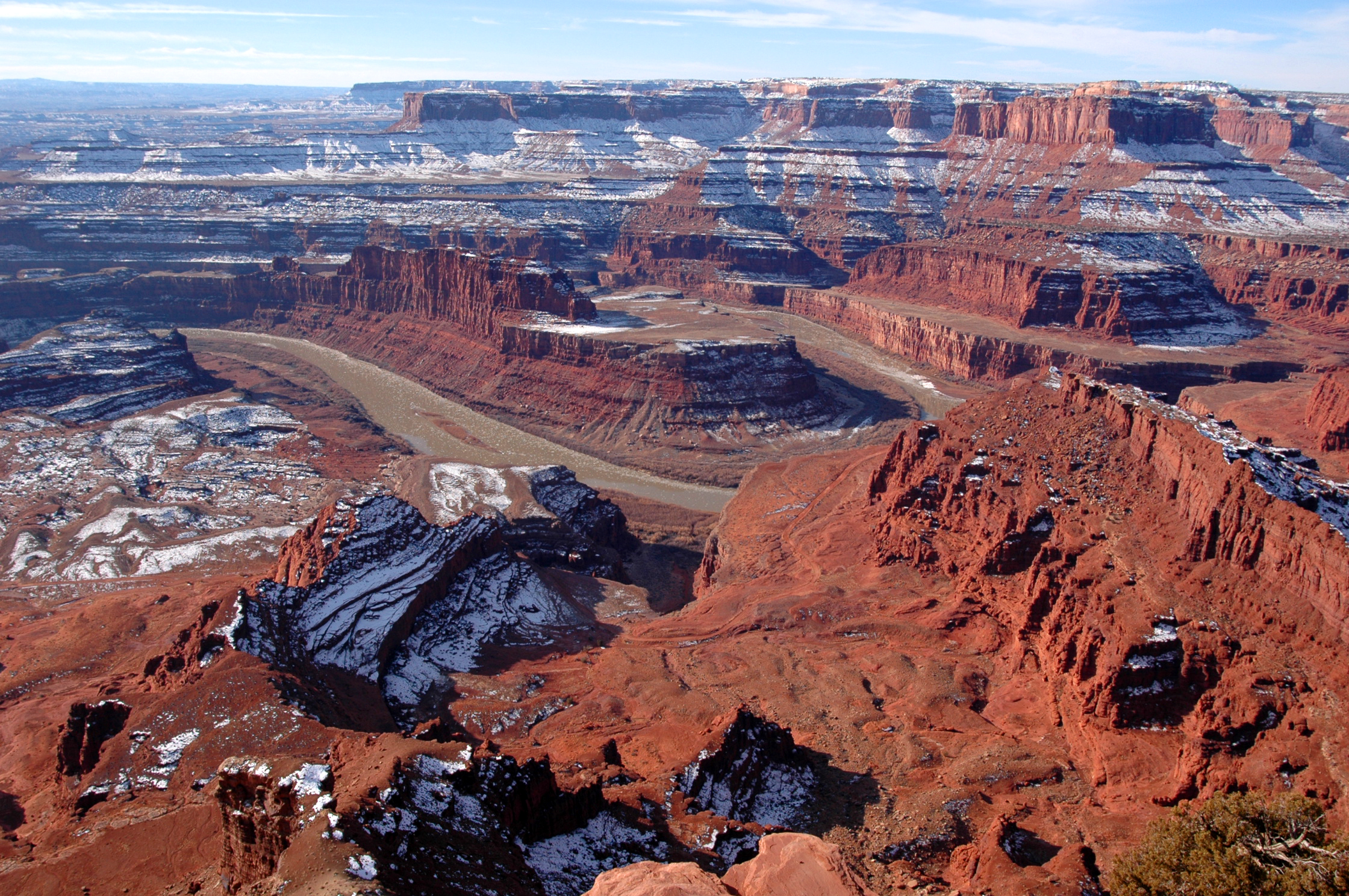
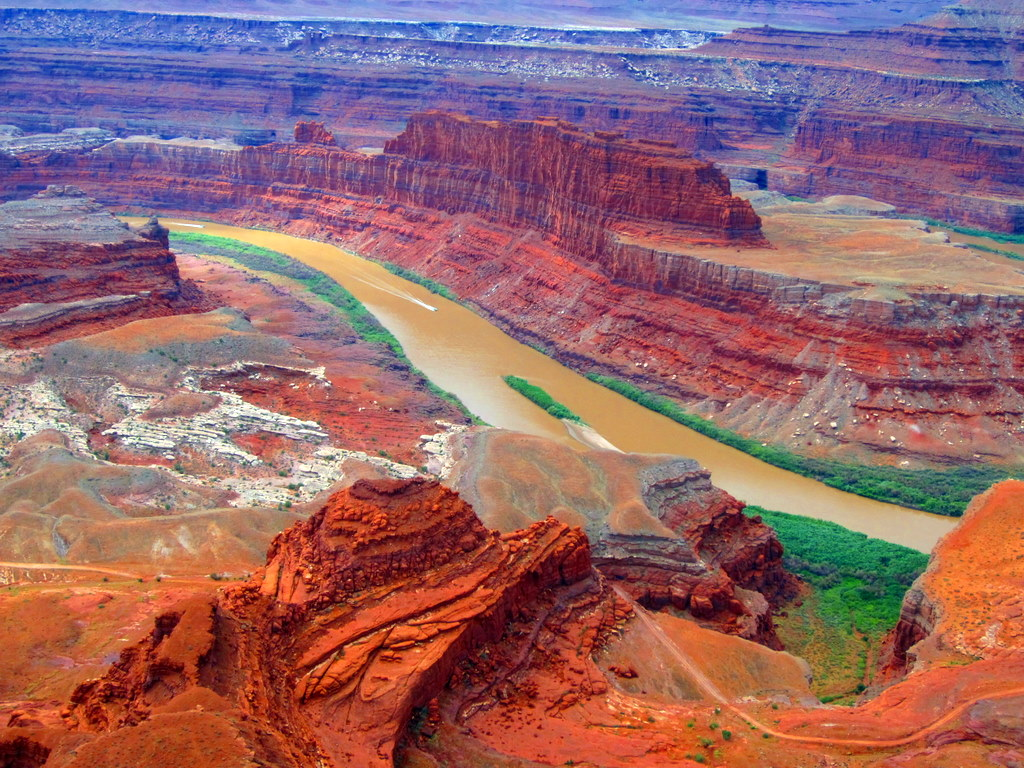
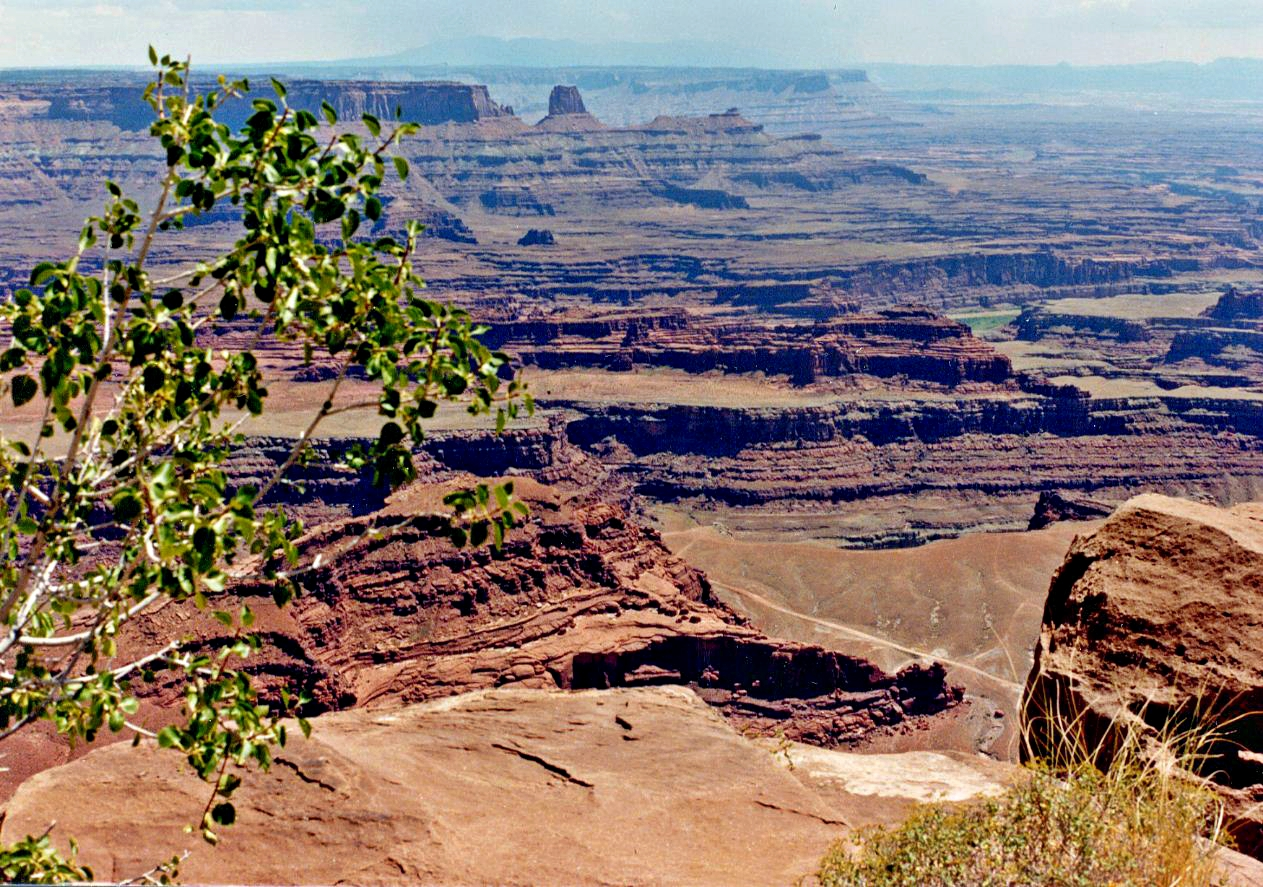